# Elmerina hexagonoides
Elmerina hexagonoides är en svampart som först beskrevs av A. David & Jaq., och fick sitt nu gällande namn av Núñez 1998. Elmerina hexagonoides ingår i släktet Elmerina, ordningen Auriculariales, klassen Agaricomycetes, divisionen basidiesvampar och riket svampar.   Inga underarter finns listade i Catalogue of Life.